# سندان (سراب)
سندان هي قرية في مقاطعة سراب، إيران. عدد سكان هذه القرية هو 389 في سنة 2006.